# Regurgitación

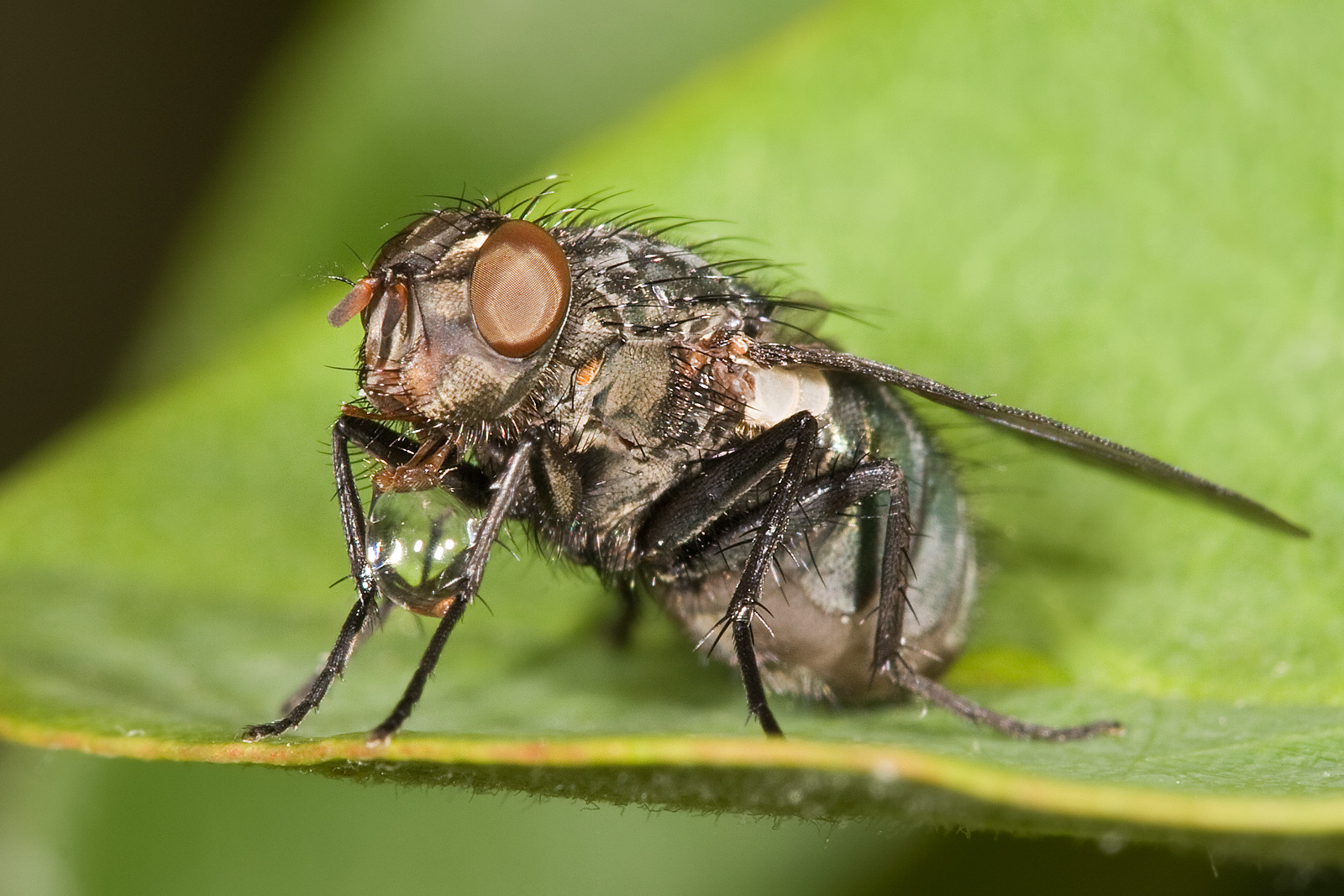
Un ejemplar de Sarcophagidae, eliminando líquido, para aumentar la concentración de alimento sólido ingerido.

La regurgitación es un fenómeno anormal en los adultos humanos, que consiste en el regreso sin esfuerzo del contenido alimentario a través del esófago (reflujo gastroesofágico), hasta la orofaringe. Entre las causas más frecuentes están: una enfermedad ácido-péptica, la acalasia (obstrucción del esfínter gastroesofágico por hipertrofia muscular de este), incompetencia del esfínter gastroesofágico que puede o no incluir hernia hiatal, divertículo esofágico de Zenker y obesidad extrema (por aumento de la presión intrabdominal). 
La regurgitación en humanos solo puede tener lugar durante la fase voluntaria de la deglución.
En niños o personas con discapacidad intelectual se puede presentar con el nombre de trastorno de rumiación, que es un trastorno de la alimentación del inicio de la infancia y la niñez.
Algunas aves carnívoras regurgitan habitualmente la parte no digerible de sus presas, formando unas bolas con huesos, piel o pelos denominadas egagrópilas.